# Lepidepecreella ovalis
Lepidepecreella ovalis är en kräftdjursart. Lepidepecreella ovalis ingår i släktet Lepidepecreella och familjen Lysianassidae. Inga underarter finns listade i Catalogue of Life.